# Jats
Pour les articles homonymes, voir JAT.

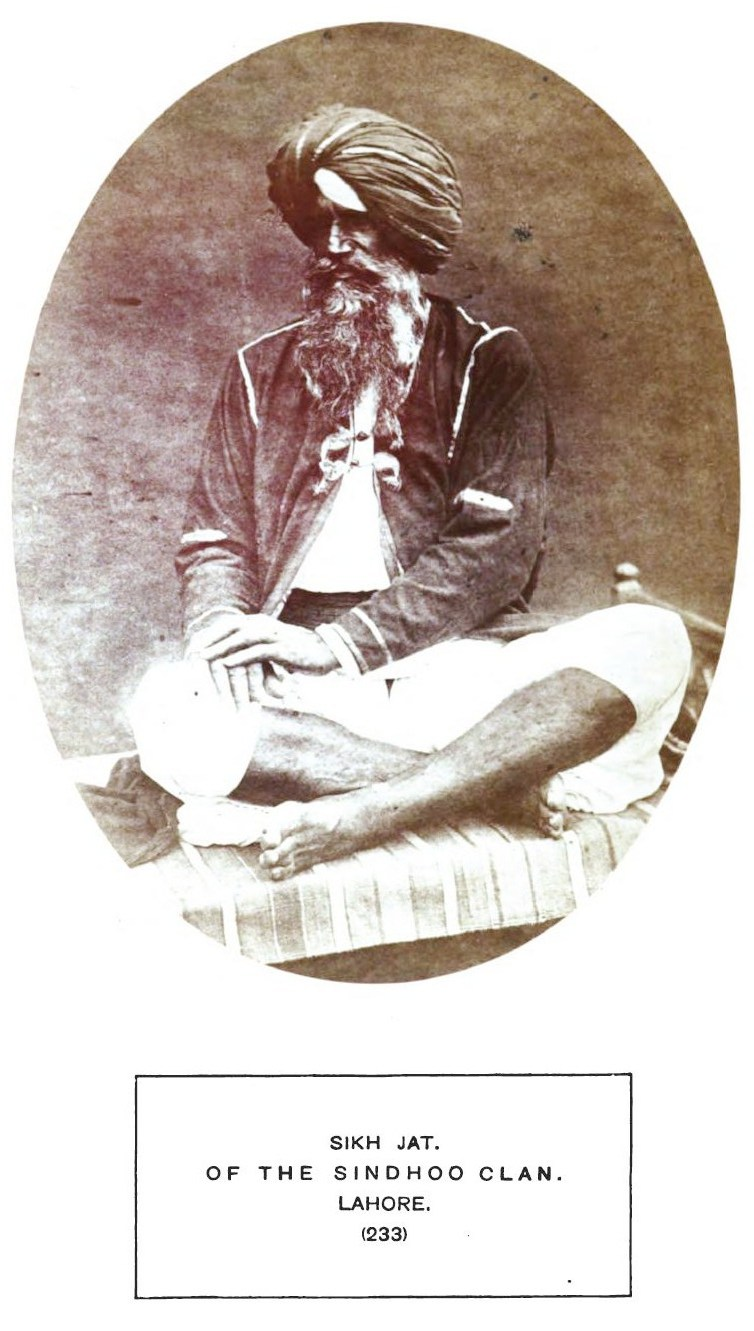
Un Jat à Lahore au XIXe siècle.

Les Jats (hindi : जाट, pendjabi : ਜੱਟ ou جٹ), également appelés Jatts, Jaats ou Jutts, sont des populations d'agriculteurs installés dans le Nord-Ouest de l'Inde et au Pakistan, plus particulièrement au Pendjab (indien et pakistanais) et au Rajasthan. Leur origine est incertaine : Scythes, Gètes ou Massagètes, Huns, Tziganes ou encore Rajputs.

## Histoire
Pendant la période de la conquête musulmane de l'Inde, ils sont organisés en républiques dont ils élisent le chef et rejettent le système des castes, qu'ils soient hindous, musulmans ou sikhs. Ils se rebellent à de nombreuses reprises. En 1027 ils sont vaincus par Mahmoud de Ghazni puis en 1192 par Qutb ud-Din Aibak. En 1669, sous la conduite d'un de leurs chefs, Gokla, ils se révoltent contre la répression religieuse et la politique agraire d'Aurangzeb qui les réduit à la pauvreté, mais l'Empereur moghol les mate férocement. Dirigés par Rajaram, ils poursuivent cependant leur lutte de guérilla et de pillage, désorganisant la région d'Agra et saccageant le mausolée d'Akbar à Sikandra en 1688. Rajaram tué au combat, son jeune frère Churaman poursuit les hostilités à partir du fortin de Bharatpur. Son frère cadet, Badan Singh, se fait nommer raja par Jai Singh de Jaipur en 1722, titre que les Moghols reconnaissent par la suite. Son successeur, Suraj Mal, entreprend la construction de la puissante forteresse de Bharatpur, il agrandit son territoire, poursuivant les raids et en 1761 il s'empare d'Agra tenue par les Mahrattes. Son fils, Jawahar Singh, assiège Delhi en 1764 et s'y constitue un énorme butin. Les Jats résistent également aux Britanniques qui échouent devant Bharatpur en 1805 mais finalement la conquièrent et la pillent en 1825. 

## Situation actuelle
Au début du XXIe siècle, les Jats sont environ 6 millions en Inde et 4 millions au Pakistan.
Les Jats ont donné des hommes politiques de renom à l'Inde indépendante tel Charan Singh, Premier ministre du 28 juillet 1979 au 14 janvier 1980, ou au Pakistan avec Asif Ali Zardari, président de la république de 2008 à 2013, ou bien encore Hina Rabbani Khar, Ministre des affaires étrangères de 2011 à 2013. En 2016 en Inde, leur situation économique basée sur l'agriculture se détériorant, ils mènent un mouvement de contestation pour obtenir les mêmes droits que les basses castes.